# Donald Jack
Donald Lamont Jack (6 decembrie, 1924 - 2 iunie 2003) a fost un scriitor canadian.